# San Andrés Enguaro
San Andrés Enguaro är en ort i Mexiko.   Den ligger i kommunen Yuriria och delstaten Guanajuato, i den centrala delen av landet, 240 km väster om huvudstaden Mexico City. San Andrés Enguaro ligger 1 747 meter över havet och antalet invånare är 1 385.
Terrängen runt San Andrés Enguaro är varierad. Runt San Andrés Enguaro är det ganska tätbefolkat, med 248 invånare per kvadratkilometer. Närmaste större samhälle är Uriangato, 8,2 km sydost om San Andrés Enguaro. I omgivningarna runt San Andrés Enguaro växer huvudsakligen savannskog.